# Изумруднинское сельское поселение
Изумруднинское се́льское поселе́ние — муниципальное образование в Нововаршавском районе Омской области Российской Федерации.
Административный центр — село Изумрудное.

## История
Статус и границы сельского поселения установлены Законом Омской области от 30 июля 2004 года № 548-ОЗ «О границах и статусе муниципальных образований Омской области»

## Население
| 2010 | 2011  | 2012  | 2013  | 2014 | 2015 | 2016 |
| ---- | ----- | ----- | ----- | ---- | ---- | ---- |
| 1052 | →1052 | ↘1029 | ↘1011 | ↘987 | ↗992 | ↘957 |
| 2017 | 2018  | 2019  | 2020  | 2021 | 2023 |      |
| ↘941 | ↘933  | ↗937  | ↘921  | ↘818 | ↘800 |      |

## Состав сельского поселения
| № | Населённый пункт | Тип населённого пункта       | Население |
| - | ---------------- | ---------------------------- | --------- |
| 1 | Изумрудное       | село, административный центр | 588       |
| 2 | Нетесово         | деревня                      | 258       |
| 3 | Рассохино        | деревня                      | 206       |